# Віторія (Прая)
Віторія Футебул Клубе да Прая або просто «Віторія (Прая)» (порт. Vitória Futebol Clube da Praia) — професіональний кабовердійський футбольний клуб з міста Прая, на острові Сантьягу.

## Історія
Футбольний клуб Віторія Прая було засновано в столиці у 1931 році. Клуб має свої відділення в різних районах столиці. Основні увага приділяється розвитку футболу. Клуб був заснований з соціальною метою, залучення молоді до спортивного життя країни через їх фізичне та психологічне виховання.

## Стадіон
«Ештадіу да Варжеа» — багато функціональний стадіон у місті Прая, в Кабо-Верде. Як правило, на цьому стадіоні проводять більшість футбольних матчів. Стадіон вміщує 8 000 уболівальників. Стадіон містить сидячі місця в лівій та правій частині стадіону, а в західній частині — невеликий пагорб з плато.

## Досягнення
- Чемпіонат острова Сантьягу: 1 перемога

1972/73

## Статистика виступів
| Сезон   | Див. | Міс | Оч     | Іг | В | Н | П  | ЗМ | ПМ | РМ  |
| 2013-14 | 2    | 5   | 19 pts | 18 | 6 | 1 | 11 | 12 | 32 | -20 |
| 2014-15 | 2    | 10  | 14 pts | 18 | 3 | 5 | 10 | 10 | 24 | -14 |